# درکسل (اوهایو)
درکسل (به انگلیسی: Drexel) یک منطقهٔ مسکونی در ایالات متحده آمریکا است که در شهرستان مونتگومری، اوهایو واقع شده است. درکسل ۵٫۶ کیلومتر مربع مساحت و ۲٬۰۵۷ نفر جمعیت دارد و ۲۹۰ متر بالاتر از سطح دریا واقع شده است.